# Cotulades pilosus
Cotulades pilosus là một loài bọ cánh cứng trong họ Zopheridae. Loài này được Oke miêu tả khoa học năm 1932.